# Bettina Machaczek
Bettina Machaczek (* 4. Mai 1962 in Hamburg) ist eine deutsche Politikerin (CDU) und ehemaliges Mitglied der Hamburgischen Bürgerschaft.

## Leben und Ausbildung
Machaczek machte Abitur und studierte Volkswirtschaftslehre an der Universität Hamburg. Während der Zeit des Studiums war sie zunächst stellvertretende Vorsitzende und von 1988 bis 1989 Vorsitzende des Studentenverbandes European Democrat Students (EDS). Sie ist Angestellte der Freien und Hansestadt Hamburg im Bereich der Internationalen Beziehungen.
Sie ist mit dem ehemaligen Kultursenator Hamburgs Reinhard Stuth (ebenfalls CDU) verheiratet und hat ein Kind. Zudem ist sie ehrenamtlich tätig im Kirchenvorstand und der Schule der katholischen Gemeinde St. Antonius. Sie ist Referentin in der Behörde für Wirtschaft und Arbeit.

## Politik
Sie war zwischen 1987 und 1997 Abgeordnete der Bezirksversammlung Hamburg-Nord. Zudem ist sie stellvertretende Kreisvorsitzende in Hamburg-Nord und Vorsitzende der CDU in Groß Borstel.
Sie war von 1997 bis 2001 und von 2004 bis 2011 Mitglied der Hamburgischen Bürgerschaft. Ihr Ressort war die Zuwanderung und Integration. Als Fachsprecherin erläuterte sie die Themen Migration, Flüchtlinge und Ausländer. Sie war im Sozialausschuss, Sportausschuss und Wirtschaftsausschuss tätig.